# Paspalum curassavicum
Paspalum curassavicum är en gräsart som beskrevs av Mary Agnes Chase. Paspalum curassavicum ingår i släktet tvillinghirser, och familjen gräs. Inga underarter finns listade i Catalogue of Life.